# Titularbistum Strongoli
Das Bistum Strongoli (lateinisch Dioecesis Strongulensis) ist ein Titularbistum der römisch-katholischen Kirche. 
Es geht zurück auf einen mittelalterlichen Bischofssitz in der Stadt Strongoli, die sich in der italienischen Region Kalabrien befindet. Das Bistum Strongoli war dem Erzbistum Santa Severina als Suffraganbistum unterstellt. Am 27. Juni 1818 wurde das Bistum durch die Bulle De utiliori von Papst Pius VII. aufgehoben, und sein Territorium wurde dem Erzbistum Cariati angegliedert. Seit 1969 wird Strongoli als Titularbistum verliehen.
| Titularbischöfe von Strongoli |                        |                                              |                   |                    |
| Nr.                           | Name                   | Amt                                          | von               | bis                |
| 1                             | Nicolas Verhoeven MSC  | emeritierter Bischof von Manado (Indonesien) | 26. Juni 1969     | 15. September 1976 |
| 2                             | Olavio López Duque OAR | Apostolischer Vikar von Casanare (Kolumbien) | 30. Mai 1977      | 29. Oktober 1999   |
| 3                             | Barthol Barretto       | Weihbischof in Bombay (Indien)               | 20. Dezember 2016 | 30. Dezember 2023  |
| 4                             | Francis Than Htun      | Weihbischof in Yasngon (Myanmar)             | 26. März 2024     |                    |